# Notenprivileg
Notenprivileg ist die ausschließliche Befugnis einer Institution, Banknoten ausgeben zu dürfen.

## Allgemeines
Weltweit machen die Staaten von ihrem Hoheitsrecht Gebrauch, durch Währungsgesetze oder Bankgesetze einer staatlichen Institution (meist der Zentralbank) das Recht zu verleihen, gesetzliche Zahlungsmittel für Zwecke des Zahlungsverkehrs ausgeben zu dürfen. Diese gesetzlichen Zahlungsmittel sind dann die kraft Gesetzes zur rechtswirksamen Erfüllung von Schuldverhältnissen vorgeschriebenen, in großen Mengen zirkulierenden Banknoten und Münzen eines Staates. Der Staat „hatte durch seine Gesetzgebung … in der Hand, festzusetzen, was als Zahlungsmittel genommen werden müsse im Tauschverkehr…“ Mit einem gesetzlichen Zahlungsmittel „müsse sich jeder zufriedengeben, wenn er darin bezahlt worden sei.“

## Geschichte
Die erste deutsche Zettelbank wurde am 17. Juni 1765 von Heinrich IX. Graf von Reuß in Berlin als Königliche Bank gegründet und am 29. Oktober 1766 mit Notenprivileg ausgestattet. In § 16 Abs. 1 des Bankgesetzes vom 14. März 1874 wurde im Deutschen Reich das Notenprivileg endgültig dem Reich übertragen. Nach Erlass dieses Gesetzes verzichteten 13 deutsche regionale Notenbanken auf ihr Privileg zur Notenausgabe. Die verbliebenen vier Notenbanken verloren ihr Privileg durch Gesetz vom 18. Dezember 1933. 
Die Banque de France besaß lange Zeit nicht das alleinige Notenprivileg in Frankreich, sondern ab 1803 lediglich für Paris. Erst als am 15. März 1848 die Banknoten der Banque de France einen Zwangskurs für ganz Frankreich erhielten, wurden die anderen Banken geschwächt, so dass die Banque de France ab 1863 ein alleiniges Notenprivileg erhielt.
In den Niederlanden war die Ausgabe von Banknoten seit 1863 das Monopol der niederländischen Zentralbank, die erst 1948 als De Nederlandsche Bank als Zentralbank legalisiert wurde.
In Hongkong werden Geldscheine (Hong-Kong-Dollar) seit 1872 nicht von der Zentralregierung, sondern von drei Geschäftsbanken ausgegeben (Hongkong and Shanghai Banking Corporation - HSBC, Standard Chartered Bank) und (seit 1994) der Bank of China, was ungewöhnlich und weltweit einmalig ist. Seit dem Currency Ordinance vom 9. November 1935 wurden diese Banken von der Regierungsbehörde Hong Kong Monetary Authority (HKMA) zu legal tender banks (Banken für gesetzliche Zahlungsmittel) deklariert. Die Banknoten können sich je nach Nennwert in Motiv und Farbe unterscheiden, da jede der drei Banken ihr eigenes Design wählen kann. Die HKMA ist damit in Hongkong die tatsächliche (nicht aber formale) Zentralbank, die das Notenprivileg an drei Geschäftsbanken delegiert hat.

## Auswirkungen des Notenprivilegs
Beim Notenprivileg nutzt der Staat seine hoheitliche Aufgabe, die Währung des Staates innerhalb der Währungsverfassung zu bestimmen, zu organisieren und bestimmte Zahlungsmittel vorzuschreiben. Der sich daraus ableitende Annahmezwang für Gläubiger kann unbeschränkt sein (bei Banknoten) oder auch administrativ beschränkt werden (in den meisten Ländern besteht bei Münzen ein beschränkter Annahmezwang). Die Wahrnehmung des Notenprivilegs hat Auswirkungen auf die Geldmärkte und darüber hinaus auch in der gesamten Volkswirtschaft, weil die Ausgabe zusätzlicher Banknoten die Geldmenge erhöht und damit inflationär wirken kann und umgekehrt. Aus diesen Gründen räumt der Staat das Notenprivileg meist nur einer Institution ein, der er zugleich die Gestaltung der Geldpolitik überträgt. 
Das Notenprivileg ist keine statische Aufgabe, die etwa nur darin bestünde, abgenutzte Banknoten durch neue zu ersetzen. Vielmehr setzen Zentralbanken ihr Notenprivileg dazu ein, durch eine elastische Geldversorgung die Wirtschaft mit ausreichendem Bargeld auszustatten. Ist die Bargeldversorgung zu knapp bemessen, so können Wirtschaftsaktivitäten durch Liquiditätsengpässe gebremst werden. Das birgt die Gefahr einer Deflation und Arbeitslosigkeit in sich und umgekehrt. Abgesehen von diesen konjunkturellen Implikationen kommt es im Jahresverlauf durchaus zu saisonalen Schwankungen des Bargeldbedarfs, der insbesondere bei Lohn- und Gehaltszahlungsterminen, Steuerterminen, im Sommer und an Weihnachten ansteigt. Auch das ist von der Zentralbank durch Feinsteuerung der Geldversorgung zu berücksichtigen.
Aus dem Notenmonopol leitet sich auch die Aufgabe ab, die Qualität des Bargeldes aufrechtzuerhalten. Das schließt die Aussonderung von Falschgeld und den Ersatz beschädigter Münzen und Geldscheine ein.

## Notenprivileg in der Eurozone
In Art. 128 Abs. 1 AEUV wird vorgeschrieben, dass die EZB das ausschließliche Recht hat, die Ausgabe von Euro-Banknoten innerhalb der EU zu genehmigen und zusammen mit den nationalen Zentralbanken zur Ausgabe dieser Banknoten berechtigt ist. Die Delegation des Ausgaberechts auf die Deutsche Bundesbank findet sich in § 14 Abs. 1 Satz 2 BBankG wieder. Die Ausgabe von Euro-Münzen obliegt den Mitgliedsstaaten (Art. 128 Abs. 2 AEUV). Die ausgegebenen Euro-Banknoten sind das einzige unbegrenzte gesetzliche Zahlungsmittel und werden auf der Passivseite der Zentralbank-Bilanz ausgewiesen. Das verdeutlicht, dass Banknoten eine Forderung an das Zentralbanksystem darstellen.
Für den Gläubiger ist in allen Staaten mit dem gesetzlichen Zahlungsmittel ein Annahmezwang verbunden. Er muss EU-weit Eurobanknoten in unbegrenztem Umfang als Erfüllung seiner Geldforderung akzeptieren. In Deutschland sind „auf Euro lautende Banknoten das einzige unbeschränkte gesetzliche Zahlungsmittel“ (§ 14 Abs. 1 Satz 3 BBankG). 

## Andere Staaten
Ähnliche Regelungen über das Notenprivileg gibt es auch in allen anderen Staaten. Der US-Dollar wird in Title 31 Section 5112 des United States Code (USC) als gesetzliches Zahlungsmittel („legal tender“) für alle Schulden (Section 5103) bestimmt. Nach Art. 2 des Bundesgesetzes über die Währung und die Zahlungsmittel (WZG) ist der Schweizer Franken das gesetzliche Zahlungsmittel in der Schweiz, wie auch auf Franken lautende Sichtguthaben bei der Schweizerischen Nationalbank. Während Franken-Banknoten unbegrenzt anzunehmen sind, beschränkt sich die Annahmepflicht bei Münzen auf 100 Stück (Art. 3 WZG). Die von der Bank of England ausgegebenen Banknoten sind nach Chapter 12  Section 1 (2) des Currency and Bank Notes Act vom 10. Februar 1954 „legal tender“ nur in England und Wales.